# X Farm Cemetery
Le cimetière « X Farm Cemetery » est un cimetière de la Première Guerre mondiale situé à La Chapelle-d'Armentières (Nord).

## Victimes
| Pays        | Victimes |
| ----------- | -------- |
| Royaume-Uni | 105      |
| Australie   | 8        |
| Total       | 113      |

## Coordonnées GPS
50° 39′ 56″ nord, 2° 54′ 04″ est